# Julien Tomasi
Pour les articles homonymes, voir Tomasi.
Julien Tomasi, né le 26 janvier 1984, est un coureur cycliste amateur français, membre de Sprinteur Pistard Eckbolsheim et d'U23 Cycling Project

## Biographie
Pratiquant le cyclisme dès son enfance, Julien Tomasi figure parmi les meilleurs éléments français dans les catégories de jeunes. Élu Vélo d'or cadets en 2000, il est sélectionné à plusieurs reprises en équipe de France juniors. En 2005, il intègre l'équipe Vendée U, alors antichambre de la formation professionnelle Bouygues Telecom. À la suite de cette expérience peu concluante, il abandonne dès l'année suivante le plus haut niveau amateur. Avec une sélection régionale d'Alsace, il participe à plusieurs compétitions en Afrique, comme le Tour du Faso au Burkina Faso, dans le cadre d’une association humanitaire nommée « Vélo pour le Faso ». Il y remporte quatre étapes entre 2007 et 2011. Lors de l'édition 2011, il ne se présente pas à un contrôle antidopage après sa victoire sur la quatrième étape. Bien qu'il affirme n'avoir pas été informé du contrôle, il est suspendu un an par la Fédération française de cyclisme. 
Au cours de sa suspension, il se consacre principalement à son métier d'instructeur des nouveaux pompiers, tout en pratiquant en loisir le football et le rugby. Il effectue finalement un retour à la compétition réussi en 2013, en obtenant trois victoires sur des épreuves de première catégorie. À l'issue de cette saison, il est recruté par le VC Unité Schwenheim, club postulant pour la division nationale 3. 
Il comptabilise sept succès en première catégorie en 2014. L'année suivante, il se distingue en s'imposant au sprint massif sur Dijon-Auxonne-Dijon, la plus ancienne classique du calendrier amateur français. Il devient également champion d'Alsace au mois de juin.

## Palmarès
- 2002
  - Critérium du Printemps
- 2004
  - 3e du Critérium du Printemps
- 2007
  - 3e et 9e étapes du Tour du Faso
- 2009
  - Tour du Canton de Wittenheim
  - 8e étape du Tour du Faso
- 2011
  - Tour du Canton de Wittenheim
  - 4e étape du Tour du Faso
- 2013
  - Grand Prix de Haguenau
  - Grand Prix de la Société Générale
- 2014
  - Grand Prix de Brumath
  - Grand Prix de Schwenheim
  - Grand Prix de la Ferme Adam
  - Grand Prix de Lampertheim
  - Critérium du Witholz
- 2015
  - Champion d'Alsace sur route
  - Grand Prix de Brumath
  - Dijon-Auxonne-Dijon
  - Grand Prix Gilbert-Bauvin
  - Grand Prix de la Ferme Adam
- 2016
  - Grand Prix de Wittenheim
  - Grand Prix de Lampertheim
- 2017
  - Grand Prix d'Enduiest
- 2018
  - Grand Prix de Lampertheim
- 2019
  - Grand Prix de Saint-Dié-des-Vosges
- 2022
  - 2e étape de la Ronde Nancéienne 
  - 2e du Grand Prix de Vannes
  - 2e du Grand Prix de Lampertheim
  - 3e du Grand Prix Hyper U à Gueberschwihr

- 2023
  - Grand Prix de Vendenheim
  - 3e du Grand Prix de Wittenheim
- 2024
  - Grand Prix de Wittenheim
  - Grand Prix de Sentheim

## Classements mondiaux
| Année           | 2008 | 2009 | 2010 | 2011 | 2012 |
| --------------- | ---- | ---- | ---- | ---- | ---- |
| UCI Africa Tour | 74e  |      | 65e  |      | 109e |

## Distinctions
- Vélo d'or cadets : 2000